# Авија B-158
Авија B-158 (Avia B-158) је био прототип чехословачког двомоторног лаког бомбардера из 1937. године. Изграђен је само један примерак који је напуштен након немачке окупације Чехословачке у марту 1939.

## Пројектовање и развој
Роберт Небесар, главни конструктор фирме АВИА, је 1935. године радио на пројекту двомоторног бомбардера са радијалним моторима. Када је 1936. Авиа почела лиценцну производњу авионких мотора Хиспано-Суиза, Небесар је решио да препројектује започети пројект бомбардера. Авион је први пут полетео 11. новембра 1937.
У лето 1938. прототип је интензивно тестиран. Када је Судетска криза почела у октобру и каснија окупација Чехословачке у марту 1939. године, тестирање је било још у току, кад је B-158 запленила окупаторска Немачка.

## Технички опис
Авион је био нискокрилни двомоторац металне конструкције са увлачећим стајним трапом, намењен за бомбардовање и извиђање. У зависности од намене авион је имао 3-ро члану или 4-воро члану посаду. Технички опис авиона је направљен према изворима
Костур трупа био је углавном направљен од дуралуминијума, а у малој мери и од челичних елемената. Оплата трупа је била од дуралуминијумског лима закована закивцима. Кљун авиона је био напраављен од провидног материјала и ту је био смештен навигатор-бомбаш-стрелац. На горњој страни трупа се налазила кабина пилота и радиооператера који је уједно био и стражњи стрелац. Са леве стране трупа налазила су се врата за улаз у авион. У труп авиона су се смештале бомбе или Фото камере. Предвиђено је да извиђачка варијанта у трупу има додатне резервоаре за гориво.
Као погонске јединице коришћена су два течношћу хлађена V распореда 12-то цилиндарска мотора Авиа HS 12Ydr, које су се производили по лиценци француског мотора Хиспано-Суиза 12Ydrs. Запремина овог мотора износила је 36 литара, номиналне снаге 750 KS, а максималне снаге 850 KS. Метални пропелери Хиспано-Суиза Хамилтон са три крака били су подесиви у лету.
Носећа консрукција крила је углавном била направљена од дуралуминијумских профила и отковака а облога од дуралуминијумског лима. Конструкција елерона је била од дуралуминијума а облога од импрегнираног платна. Облик крила у хоризонталној равни је био равнокраки трапез са заобљеним крајем. У вертикалној равни крило је имало изломљени облик: од трупа авиона до мотора крило је имало орјентацију на доле а после мотора према крају, крило је имало орјентацију на горе (овако крило су имали авиони немачки Јункерс Ju 87 и амерички Воут F4U корсер). На изломљеном делу крила налазила се гондола за смештај мотора и ногу стајног трапа. Крила су била опремљена закрилцима којима се управљало хидрауличним путем.
Репни делови авиона су се састојали од хоризонталног стабилизатора на чијим крајевима су били вертикални стабилизатори (авион је имао удвојене вертикалне стабилизаторе). Сви стабилизатори су изведени са металном конструкцијом обложену дуралуминијумским лимом. Сви покретни елементи кормило правца и дубине изведени су као метална конструкција обложена импрегнираним платном. Овакав распоред вертикалних стабилизатора је олакшавао гађање стражњем стрелцу а и побољшавао је маневарску способност авиона.
Стајни трап је класичан, имао је две предње главне ноге са нископритисним гумама, предњи точкови су се уз помоћ хидрауличног уређаја увлачили у гондоле мотора уназад у току лета, а задњи само усмеравајући точак који се у току лета није увлачио у труп авиона, се налази на репу авиона.

## Наоружање
Авион је наоружан следећим стрељачким наоружањем: три митраљеза калибра 7,92 Збројевка постављени у носни, леђни и трбушни положај. Од бомбардерског наоружања могао је да понесе укупно 1.000 kg слободно падајућих бомби, 500 kg бомби у трупу и 500 подвесних бомби (2x500; 4x250). За извиђачку варијанту предвиђене су фотобомбе.
| Наоружање авиона: Авија        |                         |
| Ватрено (стрељачко) наоружање  |                         |
| Топ                            |                         |
| Митраљез                       |                         |
| Број и ознака митраљеза        | 3 x vz.30 Zbrojevka     |
| Број метака                    | 1.000 за сваки митраљез |
| Калибар                        | 7,92                    |
| Бомбардерско наоружање (бомбе) |                         |
| Класичне авио бомбе            | 2x500; 4x250            |
| Укупна маса                    | 1.000                   |
| Број тачака за подвешавање     | 2                       |
| Ракетно наоружање (ракете)     |                         |

## Верзије
Авион је произведен у једном примерку (прототип)

## Оперативно коришћење
Развој овог авиона је омео рат. У фази испитивања авиона Чехословачку је окупирала Немачка. Она је заробила овај авион и однела га у тест центар у Рехлину у Немачкој на испитивање. Након подробног тестирања авион је исечен вероватno су га сматрали неперспективним.

## Земље које су користиле авион
- Чехословачка
- Нацистичка Немачка